# Kaiserpokal 1928
Der Kaiserpokal 1928 war die achte Ausgabe des Kaiserpokals, des höchsten japanischen Fußballpokalwettbewerbs. Sieger des Wettbewerbs waren die Waseda WMW.

## Ergebnisse

### Viertelfinale
|                               | Ergebnis |                           |
| ----------------------------- | -------- | ------------------------- |
| Kaiserliche Universität Kyōto | 8:0      | Jintsu Junior High School |
| Keiō BRB                      | 2:1      | Hiroshima Shihan School   |
| Nagoya Technical College      | 0:2      | Waseda WMW                |

### Halbfinale
|                               | Ergebnis |                                |
| ----------------------------- | -------- | ------------------------------ |
| Kaiserliche Universität Kyōto | 5:0      | Kaiserliche Universität Tōhoku |
| Keiō BRB                      | 1:5      | Waseda WMW                     |

### Finale
|                               | Ergebnis |            |
| ----------------------------- | -------- | ---------- |
| Kaiserliche Universität Kyōto | 1:6      | Waseda WMW |